# Menzel Mehiri
Menzel Mehiri (àrab: منزل المهيري, Manzil al-Mahīrī) és una vila tunisiana de la governació de Kairuan, dins de la delegació de Nasrallah. Des de 1990, forma una municipalitat amb 3.870 habitants en 2014.

## Administració
És el centre de la municipalitat o baladiyya homònima, amb codi geogràfic 41 20 (ISO 3166-2:TN-12).
Al mateix temps forma part de la delegació o mutamadiyya de Nasrallah, amb codi geogràfic 41 59.